# Municipio de Summit (condado de Roberts)
El municipio de Summit (en inglés: Summit Township) es un municipio ubicado en el condado de Roberts en el estado estadounidense de Dakota del Sur. En el año 2010 tenía una población de 53 habitantes y una densidad poblacional de 0,62 personas por km².

## Geografía
El municipio de Summit se encuentra ubicado en las coordenadas 45°20′25″N 97°2′46″O / 45.34028, -97.04611. Según la Oficina del Censo de los Estados Unidos, el municipio tiene una superficie total de 85.25 km², de la cual 83,7 km² corresponden a tierra firme y (1,82 %) 1,55 km² es agua.

## Demografía
Según el censo de 2010, había 53 personas residiendo en el municipio de Summit. La densidad de población era de 0,62 hab./km². De los 53 habitantes, el municipio de Summit estaba compuesto por el 100 % blancos. Del total de la población el 0 % eran hispanos o latinos de cualquier raza.